# Streator
Streator (en anglais [ˈstriːtər]) est une ville située dans les comtés de LaSalle et Livingston, dans l'Illinois, aux États-Unis. Lors du recensement de 2000, elle comptait 14 190 habitants.

## Personnalités liées à la ville
Clyde Tombaugh, le découvreur de Pluton, y est né en 1906.

## Source
- (en) Cet article est partiellement ou en totalité issu de l’article de Wikipédia en anglais intitulé « Streator, Illinois » (voir la liste des auteurs).